# Никольск (Вологодская область)
Нико́льск — город (с 1780) в Вологодской области России. Административный центр Никольского района.
Население — 7607 чел. (2023).
Город расположен на правом берегу реки Юг (правая составляющая Малой Северной Двины), в 442 км к востоку от Вологды.
Образует городское поселение город Никольск, территория которого со всех сторон окружена Краснополянским сельским поселением. В Никольске также расположены административные центры двух сельских поселений: Никольского и Краснополянского.
Исторический герб Никольска, впервые утверждённый 2 октября 1781 года, восстановлен комитетом самоуправления Никольского района 23 апреля 1999 года.

## История
Возник в XV веке как пристань на реке Юг под названием Никольский погост (Никольская слобода); название по церкви. В то время по Югу проходил торговый путь, соединявший бассейн Северной Двины с Ветлугой и Волгой.
В 1780 в ходе Екатерининской губернской реформы село Никольское было преобразовано в уездный город Вологодского наместничества, был образован Никольский уезд.
В декабре 1796 года император Павел I издал указ «О новом разделении Государства на губернии», на основании которого, в частности, была учреждена Вологодская губерния.
Основные занятия жителей в XIX — начале XX века — льноводство, молочно-мясное скотоводство и охота.

## Физико-географическая характеристика
Город находится на северо-востоке Восточно-Европейской равнины в районе холмистой возвышенности Северные Увалы (высочайшая точка 293 метра над уровнем моря). Расположен на правом берегу реки Юг (правая составляющая Малой Северной Двины), в крутой излучине.

### Климат
| Показатель                            | Янв.  | Фев.  | Март | Апр. | Май | Июнь | Июль | Авг. | Сен. | Окт. | Нояб. | Дек. | Год |
| ------------------------------------- | ----- | ----- | ---- | ---- | --- | ---- | ---- | ---- | ---- | ---- | ----- | ---- | --- |
| Средняя температура, °C               | −12,3 | −10,6 | −4,3 | 3,5  | 10  | 15,5 | 17,8 | 14,5 | 9    | 2,5  | −5,4  | −9,6 | 2,6 |
| Источник: NASA. База данных RETScreen |       |       |      |      |     |      |      |      |      |      |       |      |     |

| Показатель                         | Янв.  | Фев.  | Март | Апр.  | Май  | Июнь | Июль | Авг. | Сен. | Окт.  | Нояб. | Дек.  |
| ---------------------------------- | ----- | ----- | ---- | ----- | ---- | ---- | ---- | ---- | ---- | ----- | ----- | ----- |
| Абсолютный максимум, °C            | 3,7   | 5,0   | 16,2 | 27,2  | 32,1 | 34,0 | 34,3 | 36,4 | 27,7 | 22,5  | 11,5  | 7,5   |
| Средний суточный максимум, °C      | −8,6  | −6,4  | 0,4  | 9,0   | 16,7 | 21,4 | 23,8 | 20,2 | 13,7 | 5,7   | −2,3  | −6,4  |
| Средняя температура, °C            | −12,2 | −10,3 | −4,3 | 3,8   | 10,6 | 15,6 | 18,2 | 15,2 | 9,7  | 3,0   | −4,6  | −9,3  |
| Средний суточный минимум, °C       | −15,8 | −14,3 | −8,9 | −1,4  | 4,4  | 9,8  | 12,5 | 10,1 | 5,7  | 0,4   | −6,9  | −12,2 |
| Абсолютный минимум, °C             | −45,1 | −44   | −35  | −24,4 | −6,9 | −1,4 | 1,6  | −1,1 | −7,4 | −18,5 | −35   | −37,8 |
| Норма осадков, мм                  | 41,9  | 31,9  | 33,7 | 37,3  | 47,6 | 85,4 | 80,0 | 76,7 | 57,0 | 57,8  | 52,1  | 51,2  |
| Источник: Никольск погода и климат |       |       |      |       |      |      |      |      |      |       |       |       |

## Население
| 1856  | 1897  | 1913  | 1931  | 1939  | 1959  | 1970  | 1979  | 1989  | 1992  | 1996  | 1998  |
| ----- | ----- | ----- | ----- | ----- | ----- | ----- | ----- | ----- | ----- | ----- | ----- |
| 1200  | ↗2600 | ↗3000 | ↗3200 | ↗5100 | ↗5584 | ↗6451 | ↗7288 | ↗8574 | ↗8900 | ↗9200 | →9200 |
| 2000  | 2001  | 2002  | 2003  | 2005  | 2006  | 2007  | 2008  | 2009  | 2010  | 2011  | 2012  |
| →9200 | →9200 | ↘8649 | ↘8600 | →8600 | →8600 | ↘8500 | →8500 | ↘8425 | ↗8476 | ↗8500 | ↘8403 |
| 2013  | 2014  | 2015  | 2016  | 2017  | 2018  | 2019  | 2020  | 2021  | 2023  |       |       |
| ↘8223 | ↘8063 | ↘7989 | ↘7976 | ↗8026 | ↘7996 | ↘7965 | ↘7908 | ↘7661 | ↘7607 |       |       |

На 1 января 2025 года по численности населения город находился на 998-м месте из 1124 городов Российской Федерации.
Национальный состав
По итогам переписи населения 2020 года проживали следующие национальности (национальности менее 0,1 % и другое, см. в сноске к строке «Другие»):
| Национальность | Численность, чел. | Доля     |
| -------------- | ----------------- | -------- |
| Русские        | 7324              | 95,60 %  |
| Украинцы       | 9                 | 0,12 %   |
| Другие         | 328               | 4,28 %   |
| Итого          | 7661              | 100,00 % |

## Промышленность
- молококомбинат ЗАО «Агрофирма имени Павлова»
- пищекомбинат.
- Множество лесопилок.

## Транспорт
Никольск соединён с ближайшими городами региональными автодорогами в трёх направлениях. На северо-запад дорога Р7 ведёт до Тотьмы (210 км) и далее по автодороге А123 у деревни Чекшино выходит на автодорогу М8, связывающую с Вологдой. Расстояние до Вологды составляет 410 км. Восточнее города проходит автодорога Р157 (Урень — Шарья — Никольск — Ширяево). На северо-восток автодорога через Кичменгский Городок идёт на Великий Устюг, на юг — в Шарью Костромской области.
Внутри города существуют два автобусных маршрута. Пассажирский транспорт связывает город с посёлками Никольского района: Высокинский, Дуниловский, Кудангский (с декабря 2019 года), Борок и деревней Беляевка.
На маршруте Никольск — Вологда работают несколько перевозчиков.
Ближайшая железнодорожная станция с движением пассажирских поездов — «Шарья», расположена в 140 км южнее. Кроме того, в 50 км западнее находится конечная станция «Кема» Монзенской железной дороги, предназначенная для вывоза леса. В 1980-х годах были разработаны проекты превращения железной дороги в новую магистраль. Монзенская железная дорога должна была дойти до Никольска, оттуда в Великий Устюг, и через Ядриху выйти на Котлас. Стройка планировалась в исключительно экономических целях. К тому времени открылся перегон Ида — Кунож, а в 1988—1992 годах Монзенская железная дорога дошла до Кемы. После этого  дальнейшее строительство магистрали было остановлено, от строительства участка Кема — Никольск отказались, предпочтя провести туда автодорогу.

## Достопримечательности
К числу основных достопримечательностей следует отнести: Сретенский собор (1790—1882), находящийся на центральной площади города на реконструкции, действующую Казанскую церковь (конец XIX — начало XX века), здания бывшего духовного училища (1882) и земского управления (середина XIX века). Никольский историко-мемориальный музей поэта Александра Яшина.
Интерес представляют деревянные постройки, определяющие внешний облик населённого пункта: дома с мезонинами, балконами с резными балясинами (предположительное время постройки конец XIX — начало XX века); частные усадьбы с просторными сенями и крытыми дворами, расположенными сбоку от основной постройки.
Природные памятники в окрестностях города: Кудринский бор (660 га, редкие виды орхидных растений); урочище Яшкин бор (138 га, бор-беломошник).
В 2019 году генерал-майор в отставке, депутат Законодательного собрания Вологодской области, член партии «Единая Россия» Павел Горчаков на стене здания ОВД г. Никольска открыл памятную доску в свою честь.

## Известные люди, связанные с городом и окрестностями
- Святой Александр Вологодский
- Ахатова, Альбина Хамитовна — биатлонистка, олимпийская чемпионка 2006 года в эстафете, 4-кратная чемпионка мира. Заслуженный мастер спорта России (1998).
- Александр Яшин (деревня Блудново) — поэт и прозаик.
- Василий Михайлович Мишенёв (деревня Пахомово Никольского района) — поэт[27].
- Григорий Николаевич Потанин